# التجريد الصريح لأحاديث الجامع الصحيح
التجريد الصريح لأحاديث الجامع الصحيح ويُعرف باسم مختصر صحيح البخاري وأيضًا مختصر الزبيدي، هو مختصر لصحيح البخاري، ألفه زين الدين أحمد بن أحمد الشرجي الزبيدي (812هـ 1410م - 893هـ 1488م) وهو محدث وفقيه حنفي يمني، ولد في زبيد وفيها توفي، ونُسِبَ الكتاب خطأً في بعض أوائل طبعاته إلى الحسين بن المبارك الزبيدي المتوفى سنة 631هـ.
أصل الكتاب هو صحيح البخاري الذي يحوي 9082 رواية وله مكانة عظيمة عند المسلمين السنة إذ يعده أكثرهم أصح كتاب بعد القرآن، وهذه الروايات المذكورة فيها أحاديث ليست على شرط البخاري تسمى بالمعلقات، روايات ساقها البخاري لبيان المتابعات واختلاف الأسانيد، وأحاديث مكررة، حذَف المختصِر هذه الروايات في مختصره مقتصرًا على أوفى رواية للحديث وحذف كذلك أسانيدها مقتصرًا على الصحابي، وكان غرضه من ذلك تقريب الوصول إلى الحديث في صحيح البخاري، يتضمن كتاب التجريد الصريح عدد 2254 حديثًا في أوفى طبعاته عدًّا، وهذا يقل عن عدد الأحاديث غير المكررة في صحيح البخاري وهو 2602، فاستدرك عليه عمر ضياء الدين الداغستاني 105 حديثًا زعم أنها على شرطه، واعتذر عبد الكريم الخضير للمؤلف بأنه مشى في اعتبار التكرار على طريقة الفقهاء لا طريقة المحدثين التي سلكها من أحصى أحاديث البخاري غير المكررة، انتهى الزبيدي من كتابة كتابه في 24 شعبان 889هـ.
يثني أكثر علماء الإسلام على التجريد الصريح على أنه من أفضل مختصرات البخاري، وأنهم وجدوا بغيتهم فيه، وانتقده عبد الكريم الخضير بأن فيه قصورًا وفضَّل عليه مختصرَ الألباني على البخاري.
يوجد للكتاب مخطوطات كثيرة في تركيا ومصر والهند والقدس واليمن والسعودية، وطبع طبعات كثيرة كانت أوائلها في سنة 1287هـ، وطبع محققًا في عدة طبعات منها طبعة بتحقيق علي بن حسن الحلبي، وأخرى بتحقيق طارق عوض الله، وثالثة بتحقيق حسن عبد المنعم شلبي وكسرى صالح العلي.
للكتاب شرحان مطبوعان، الأول: لشيخ الأزهر عبد الله بن حجازي الشرقاوي (ت. 1227هـ) وهو المسمى بـ«فتح المبدي شرح مختصر الزبيدي»، والثاني: للصديق حسن خان (ت. 1307هـ) واسمه «عون ‌الباري لحل أدلة ‌البخاري». وترتيب على حروف المعجم مسمى بـ«هداية الباري إلى ترتيب أحاديث البخاري» لعبد الرحيم عنبر الطهطاوي.

## مؤلف الكتاب

### نبذة
مؤلف الكتاب هو أبو العباس زين الدين أحمد بن شهاب الدين أحمد بن سراج الدين عبد اللطيف بن أبي بكر بن أحمد بن عمر الشَّرْجِي، الزَّبِيدِي، اليمني (812هـ 1410م - 893هـ 1488م) عالم دين وراوي حديث مسلم سُنِّي حنفي، تلقى تعليمه على يد جماعة من شيوخ زبيد، ثم رحل إلى مكة ونهل من علمائها، وكان أديبًا، شاعرًا، له مؤلفات منها، «طبقات الخواص»، «ونزهة الأحباب» في مجلد كبير، يتضمن أشياء كثيرة، من أشعار ونوادر، ومُلح، وحكايات، وفوائد، وأشهر مصنفاته هو هذا الكتاب.
توفي في زبيد سنة 893 هـ وبوفاته نزل أهل زبيد درجة في الرواية.

### الخطأ في نسبة الكتاب
طبع كتاب «التجريد الصريح» في المطبعة الأميرية، والمطبعة الخيرية، والمطبعة الميمنية وعلى طرته «للحسين بن المبارك الزبيدي» وهو المتوفى سنة 631هـ، وهو شيخ ذكره المؤلف نفسه في خطبة كتابه في إسناده إلى صحيح البخاري، وبينه وبينَ المؤلف ثلاثة شيوخ، وقد ذكر كاتب الحواشي التي بهامش النسخة الأميرية اسم المؤلف في أول صحيفة منها على الصواب، ومنشأ الخطأ من الطبعة الأميرية وقلدته الطبعتان الميمنية والخيرية، قال عبد الكريم الخضير: «وهذا جهلٌ ممن طبعه أول مرة، وقلَّده من جاء بعده»، وحصل نفس الشيء في طباعة شرحه «فتح المبدي»، حيث كتب على طرة الكتاب «وبهامش الشرح المختصر المذكور المسمى التجريد الصريح لأحاديث الجامع الصحيح للحسين بن المبارك الزبيدي رحمه الله تعالى آمين».

## أصل الكتاب
الأصل الذي اختصره الزبيدي هو كتاب «الجامع المسند الصحيح المختصر من أُمور رسول الله صلى الله عليه وسلّم وسننه وأيامه» المشهور بـ«صحيح البخاري»، الذي هو كما قال الذهبي: «أجل كتب الإسلام وأفضلها بعد كتاب الله»، و«المتلقى بالقبول من العلماء في كل زمان»، وأول كتاب صنف في الحديث الصحيح المجرد، وهو أحد «الصحيحين» اللذينِ تلقتهما الأمة الإسلامية بالقبول، وهو أصح الصحيحين وأكثرهما فائدة كما عليه جمهور أهل السنة والجماعة، وهو أول الكتب الستة تأليفًا، وأهمها.
موضوع صحيح البخاري هو الحديث النبوي الصحيح لكنه رأى ألَّا يُخليه من الفوائد الفقهية والمستنبطة من الأحاديث «فاستخرج بفهمه من المتون معاني كثيرة فرقها في أبواب الكتاب بحسب تناسبها»، لذا فإنه احتاج يكرر الحديث؛ لأن كثيرًا من متون الأحاديث يشتمل على عدة أحكام، فاحتاج البخاري أن يذكر ذلك الحديث في كل باب يليق ذِكْرُ ذَلكَ الحكم فيه، ومع ذلك فإنه إذا كرره لا يخلو تكراره من فائدة في الإسناد فيقوم بإخراجه في الأبواب الأخرى عن رواة آخرين، «فإن كثرت الأحكام عن عدد الرواة عَدَل عن سِيَاقة تامِّ الإسناد إلَى اختصاره مُعَلَّقًا، وهذه إحدى الحِكَم في تعليقه ما وَصَله في موضع آخر» ولما كان كتابه جامعًا لم يخلِ كتابه من باب من أبواب الفقه، لكن بعض الأبواب لم يجد البخاري فيها حديثًا على شرطه في صحيحه، فوضع فيها أحاديث بدون ذكر أسانيدها وهي التي تسمى بالمعلقات.
بموجب الإحصائية التي ذكرها الحافظ ابن حجر العسقلاني في مقدمة كتابه فتح الباري بشرح صحيح البخاري فإن عدد أحاديث صحيح البخاري حسب وصلها، وتعليقها، وتكرارها من عدم تكررها هو:
| نوع الأحاديث           | عددها بالمكرر | عددها دون تكرار |
| ---------------------- | ------------- | --------------- |
| موصولة                 | 7397          | 2602            |
| معلقة                  | 1341          | 159             |
| متابعات واختلاف أسانيد | 344           | 0               |
| الإجمالي               | 9082          | 2761            |

## الوصف
افتتح الزبيدي كتاب «التجريد الصريح» بقوله:«الحمد لله البارئ المصور الخلاق الوهاب الفتاح الرزاق المبتدئ بالنعم قبل الاستحقاق»، وقد احتوت المقدمة على سبب تأليفه للكتاب ومنهجه في الاختصار وإسناده إلى صحيح البخاري.

### سبب التأليف
ذكر زين الدين الزبيدي سبب تأليفه للكتاب في المقدمة فقال:

### منهج الاختصار
ذكر الزبيدي منهجه في الاختصار في مقدمة الكتاب فقال:
فبحسب هذه التوضيح من الزبيدي لمنهجه في الاختصار، فإنه حذف:
- الأسانيد.
- الأحاديث المعلقة.
- آثار الصحابة.
- المتابعات واختلاف الأسانيد.
- الأحاديث المكررة.

### عدد الأحاديث
يختلف عدد أحاديث «التجريد الصريح لأحاديث الجامع الصحيح» بحسب الطبعة فهو في الطبعة التي بتحقيق علي حسن الحلبي: 2195 حديثًا، وفي طبعة مؤسسة الرسالة ناشرون: 2254. وهذا العدد يختلف عن عدد الأحاديث الموصولة المرفوعة التي حررها الحافظ ابن حجر العسقلاني في مقدمة فتح الباري بشرح صحيح البخاري وهو 2602 حديثًا.
وقد علل عبد الكريم الخضير وجود هذا الفارق أن الزبيدي إذا اتحد متن الحديث فإنه يعده واحدًا، ولو أتى من طريق صحابيين فأكثر، أما الحافظ ابن حجر فإنه على طريقة المحدثين فإذا اتحد المتن وجاء من طريق صحابيين فأكثر، فإنه يعده بعدد الصحابة الذين جاء عنهم الحديث.

### تاريخ التأليف
ذُكِر في آخر الكتاب أن الزبيدي فرغ من تجريده في يوم الأربعاء 24 شعبان 889هـ، أي قبل وفاة المؤلف بأربع سنوات.

## آراء حول الكتاب
- قال صديق حسن خان: «فوقفت أثناء تصفح الصحف على كتاب «التجريد الصريح لأحاديث الجامع الصحيح» للشيخ الرئيس المحدث شهاب الدين أبي العباس أحمد بن أحمد بن زين الدين عبد اللطيف بن أبي بكر بن أحمد بن عمر الشرجي الزبيدي الحنفي المتوفى سنة ثلاث وتسعين وثمانمائة، وكان مدرسًا بمدينة تعز وزبيد كأبيه وجده، وفرغ من تأليفه في شعبان سنة تسع وثمانين وثمانمائة، وقد وجدته متنًا جيدًا انفرد فيه بتجريد زوائده، وتجريدًا سديدًا استوعب فيه مرفوعات فوائده، حتى جزم الراوون بعذوبة موارده، وقطع المبرزون بصحة مطالبه وقبول مقاصده» [19]
- عبد الكريم الخضير: «(مختصر صحيح البخاري) للزبيدي لا شك أنه قرَّب مادة (صحيح البخاري) باختصار الأسانيد، وحذف المكرر من المتون، والاقتصار على موضع واحد هو أوفاها من وجهة نظره، لكن قد يكون في مواضع أُخر فوائد وتنابيه لا توجد في الموضع الذي اقتصر عليه، والاختصار للزبيدي فيه شيء من الإعواز، و(مختصر المنذري) أوفَى منه؛ لأن المنذري أمكن في الحديث من الزبيدي، ولمسلم مختصر للنووي، مختصر نفيس، كما أن للبخاري مختصرًا للألباني أبقى فيه على التراجم وجمع أطراف الحديث في موضع واحد، فهو أنفع في تقديري من (مختصر الزبيدي)، و(مختصرُ القرطبي لصحيح مسلم) الذي شرحه مؤلفه بـ(المفهم) أيضًا مختصر نافع وجيد، فالمختصرات فيها شيء من التصرفات لكنها تنفع طالب العلم بأخذ الفائدة من قرب، وإلا فلا يمكن أن يُستغنى بهذه المختصرات عن الأصول لمن يؤهل نفسه لأن يكون عالـمًا يفيد الناس وينفعهم، وإلا إذا نظرنا في المختصر في الأبواب المتأخرة نجد في كتاب الرقاق من (صحيح البخاري) مثلًا أكثر من مائتي حديث، وليس في المختصر إلا سبعة! كيف يستفيد طالب العلم من هذا القدر الذي هو سبعة أحاديث في كتاب من أهم الكتب -وهو كتاب الرقاق- وفيه أكثر من مائتي حديث في الأصل؟! لا نقول: إن المُختصِر حذفها، وإنما اقتصر عليها في مواضع متقدمة، لكن وجودها في هذا الكتاب، وتراجم البخاري على هذه الأحاديث في هذا الكتاب وتنبيهاته عليها التي لا يلتفت إليها المختصِر، لا شك أنه يحرم طالب العلم من فائدة عظمى ويقطع عليه السبيل من تمام الفائدة من هذا الكتاب العظيم الذي هو أصح كتاب بعد كتاب الله -جل وعلا-، وعلى هذا فقس، إذا كان كتاب الرقاق في (صحيح البخاري) أكثر من مائتين، وفي (مختصر الزبيدي) سبعة أو ثمانية، وفي كل حديث يترجم البخاري بكلام من أنفس ما يقال في هذه المناسبات! وكتاب الرقاق ينبغي أن يُعتنى به ويهتم به طلاب العلم وعامة الناس وخاصتهم؛ لأنه هو الذي يقود ويسوق إلى العمل ببقية الأبواب، فالرقاق هي التي ترقق القلوب وتدعوها وتحدوها إلى العمل بما تعلم من الأبواب السابقة، والله أعلم.»[20]

## مخطوطات الكتاب
- قلج علي، برقم 188 (300) (243 ورقة، في سنة 889 هـ)،[21][22] أو برقم 189 كما في خزانة التراث.[23]
- سليم أغا، برقم 152 (151 ورقة، في سنة 1038 هـ).[21][22][23]
- بنكيبور، 5 القسم الأول 70، رقم 184 (145 ورقة، في سنة 1030 هـ).[21]
- (الخالدية بالقدس 10: 31، قوله 1/ 103).[21][22][23]
- داماد إبراهيم، برقم 278/ 1 (من 1 - 67 ب، في سنة 1001 هـ).[21]
- فيض الله أفندي، برقم 281 (184 ورقة، في سنة 1057 هـ).[21]
- حميدية 220 (179 ورقة، في سنة 889 هـ).[21][22]
- الأزهر 1/ 421 - 423 (5 نسخ)،[21] برقم [274] 1901، [759] 7430، [960] 10294، [3763] 52299.[23]
- الوثائق 1/ 94 (6 نسخ).[21]
- مركز الملك فيصل للبحوث والدراسات الإسلامية رقم 317.[24]
- رامبور- الهند برقم 1/69/51.[23]
- الجامع الكبير- صنعاء برقم 278.[23]
- قوله - القاهرة برقم 1/103.[23]
- دار الكتب الوطنية - تونس برقم 2964.[23]
- خدابخش - بتنة - الهند برقم:1/40 رقم 413،[23] وبرقم 184 ورقة 145 ,1030 هـ.[22]
- بولس سباط - القاهرة برقم: 1189.[23]
- المكتبة العباسية بالبصرة رقم 51/ آ صفحة 392.[22]
- مكتبة الأوقاف العامّة 2882 ورقة 230؛ 723 هـ.[22]
- طهطاوي حديث 40 ورقة 259، تاريخ التجريد 889 هـ قيد التملّك 1231 هـ.[22]

## طبعات الكتاب
هذه أقدم طبعات الكتاب وأميزها:

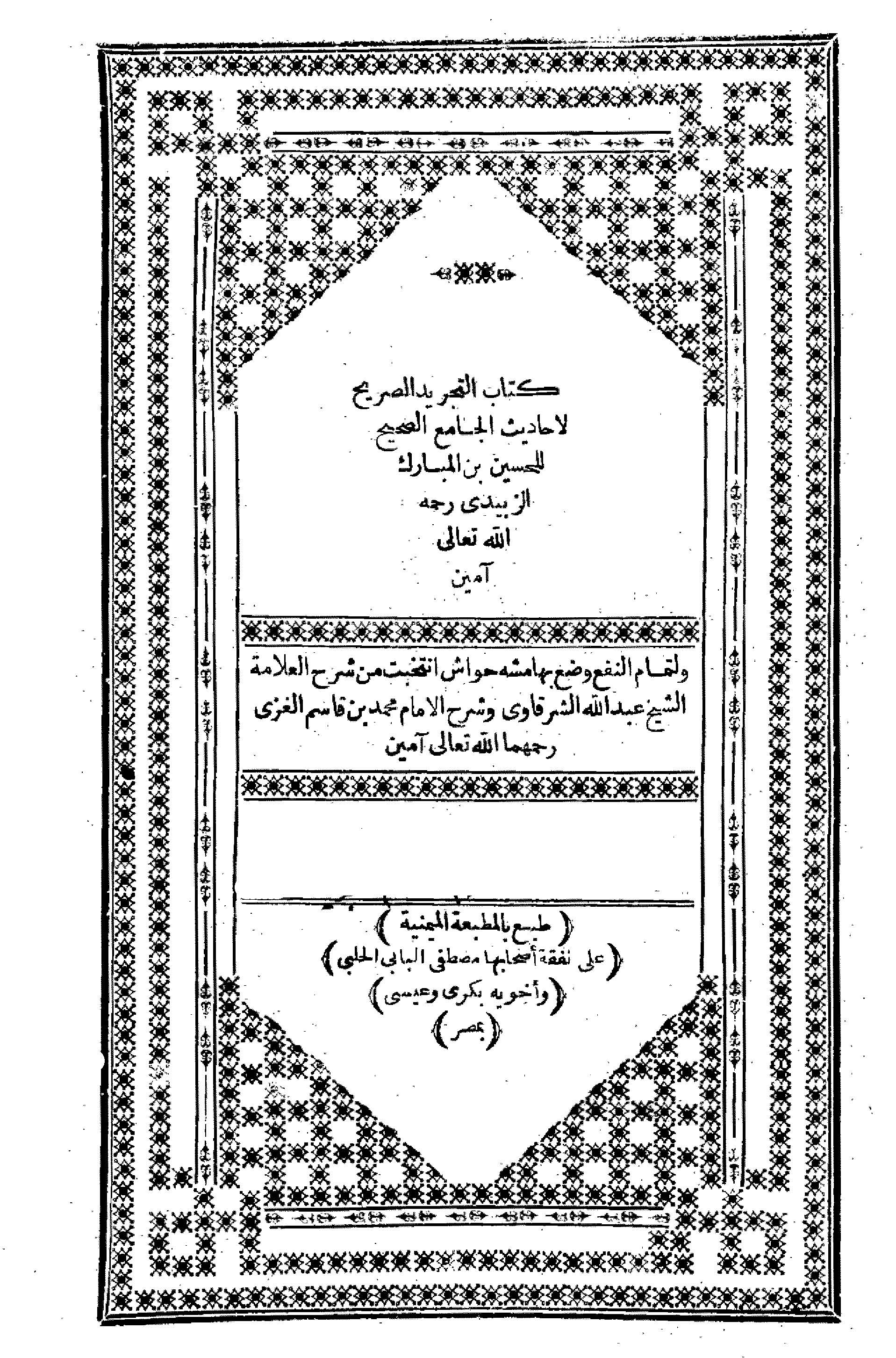
التجريد الصريح لأحاديث الجامع الصحيح للزين الدين الزبيدي، وقد كتب على غلافه للحسين بن المبارك الزبيدي

- طبعة المطبعة الأميرية 1287 هـ، ونُسب على غلافه خطأً إلى الحسين بن المبارك الزبيدي،.[4][21]
- طبعة المطبعة الخيرية 1322 هـ، ونُسب على غلافه خطأً إلى الحسين بن المبارك الزبيدي،.[4][21]
- طبعة المطبعة الميمنية بالقاهرة لأصحابها مصطفى البابي الحلبي وأخويه عيسى وبكري، سنة 1323هـ، ونُسب على غلافه خطأً إلى الحسين بن المبارك الزبيدي، وهي في جزئين إجمالي صفحاتهما 324 صفحة، وعلى هامشه حواشٍ انتخبت من شرح عبد الله الشرقاوي وشرح محمد بن القاسم الغزي، وهذه الطبعة متوفرة على ويكي مصدر.[25]
- طبعة بتحقيق علي بن حسن الحلبي صدرت عن دار ابن عفان بالقاهرة ودار ابن القيم بالرياض وبهامشهما «زوائد الزبيدي» لعمر ضياء الدين الداغستاني، وشرح لغريب الحديث، وذكر أطراف الحديث في صحيح البخاري، وهي مرقمة الأحاديث وعدد الأحاديث فيها 2195 حديثًا.
- طبعة بتحقيق حسن عبد المنعم شلبي وكسرى صالح العلي صدرت عن مؤسسة الرسالة ناشرون في 2009م، وهي محققة على مخطوطة، وعدد الأحاديث فيها 2254، (ردمك 9953-32-385-2).[17]
- طبعة بتحقيق طارق عوض الله، صادرة عن دار ابن الجوزي بالدمام، في 1434هـ، وهي مضبوطة على الطبعة الميمنية وشرح عون الباري لصديق حسن خان، ومرقمة الأحاديث مع شرح الغريب والفهارس، وعدد الأحاديث فيها 2205 حديثًا، (ردمك 9953-32-385-2).[26]
- طبعة بتحقيق إبراهيم بركة، صادرة عن دار النفائس بيروت في 2012م.[27]
- طبعة بتحقيق مصطفى ديب البغا، صادرة عن دار المصطفى دمشق.[28]
- تحقيق صلاح الدين الحمصي وشادي عربش، صدر عن دار المنهاج - جدة محققًا على 4 نسخ خطية، (ردمك 978-9953-498-12-6).[29]

## شروح الكتاب وتهذيباته ومستدركاته

### فتح المبدي شرح مختصر الزبيدي
وهو شرح لشيخ الأزهر عبد الله بن حجازي الشرقاوي (1150هـ - 1227هـ)، قال في مقدمته: «فوجدت من أنفس الكتب المؤلفة في هذا العلم مختصرًا منسوبًا للإمام الحافظ المتقن أبي العباس زين الدين أحمد بن أحمد بن عبد اللطيف الشرجي الزبيدي فشرعت في شرحه على حسب ما يفتح به الله تعالى وسميته فتح المبدي بشرح مختصر الزبيدي».
وهو في ثلاثة أجزاء.
طبعاته
- طبع في مطبعة مصطفى البابي الحلبي 1374هـ، في ثلاثة أجزاء.[30]
- وطبعة حديثة في دار الكتب العلمية بتحقيق عبد القادر محمد علي الشيخ في ثلاثة مجلدات.[31]

### عون ‌الباري لحل أدلة ‌البخاري
شرح لصديق حسن خان القنوجي (1248هـ-1307هـ) على «التجريد الصريح»، وأوله: «الحمد لله العزيز الملك الجليل الذي أرسل محمدًا صلى الله عليه وآله وسلم بواضح الدليل وسواء السبيل، وأذل لوطأته أهل الشرك والأباطيل»، وسبب تأليفه أنه كان يرغب أن يكتب شرحًا على كتاب من كتب السنة، ولما كان صحيح البخاري المرجح في كتب السنة رغب في شرحه، لكن صده عن ذلك وجود شرح ابن حجر العسقلاني الذي هو أوفى الشروح، فلما وقف على «التجريد الصريح» أعجبه وعزم على شرحه حيث لم يقف له على شرح إلا ما يذكر من شرحي الشرقاوي والغزي، ولم يتيسر له شيء منهما قال: «فانتدبت لشرحه قائلًا فإن لم يكن وابل فطل، وأتيت بما عز عند أولي العلم وجل، كاشفًا أدلته لطالبيه، رافعًا للنقاب عن محيا معانيه، موضحًا مشكله، فاتحًا مقفله، مقيدًا مهمله. وشمرت ذيل العزم عن ساق الحزم في إبداء هذا المقصود المحمود، وطمعت أن يكون أتيح لي أني مِن خَدَمِ السنة معدودٌ، فأتيت بيوته من أبوابها، وقمت خطيبًا في محرابها، مستمدًا من كلام أئمة هذا الشأن، ومتمسكًا بأذيال فرسان هذا الميدان، محررًا لأقاويله، معربًا عن مجملاته وتفاصيله. وقد سلكت في هذا الشرح طريق الإنصاف، وتجنبت مسلك الاعتساف عند تزاحم الاختلاف، فدونك شرحًا يشرح الصدور، ويمشي على سنن الدليل وإن خالف الجمهور، أضاءت بهجته، فاخفت منه كواكب الدراري، كيف لا وقد فاض عليه الأنوار من «فتح الباري»، واشرق عليه من هذا الجامع المبارك نوره اللامع، وصدع خطيبه بحججه القاطعة القلوب والمسامع، وللأرض من كأس الكرام نصيب».
طبعاته
- طبع في بهوبال الهند، في 1299هـ.[32]
- وبهامش نيل الأوطار للشوكاني في مطبعة بولاق 1297 هـ.[32]
- وفي دار الرشيد بحلب 1404هـ،.[33]
- وطبع طبعة حديثة في دار الكتب العلمية في ستة مجلدات (ردمك 978-2-7451-4104-0).[34]
- وطبع بتحقيق نور الدين طالب في دار النوادر - دمشق.[35]

### هداية الباري إلى ترتيب أحاديث البخاري

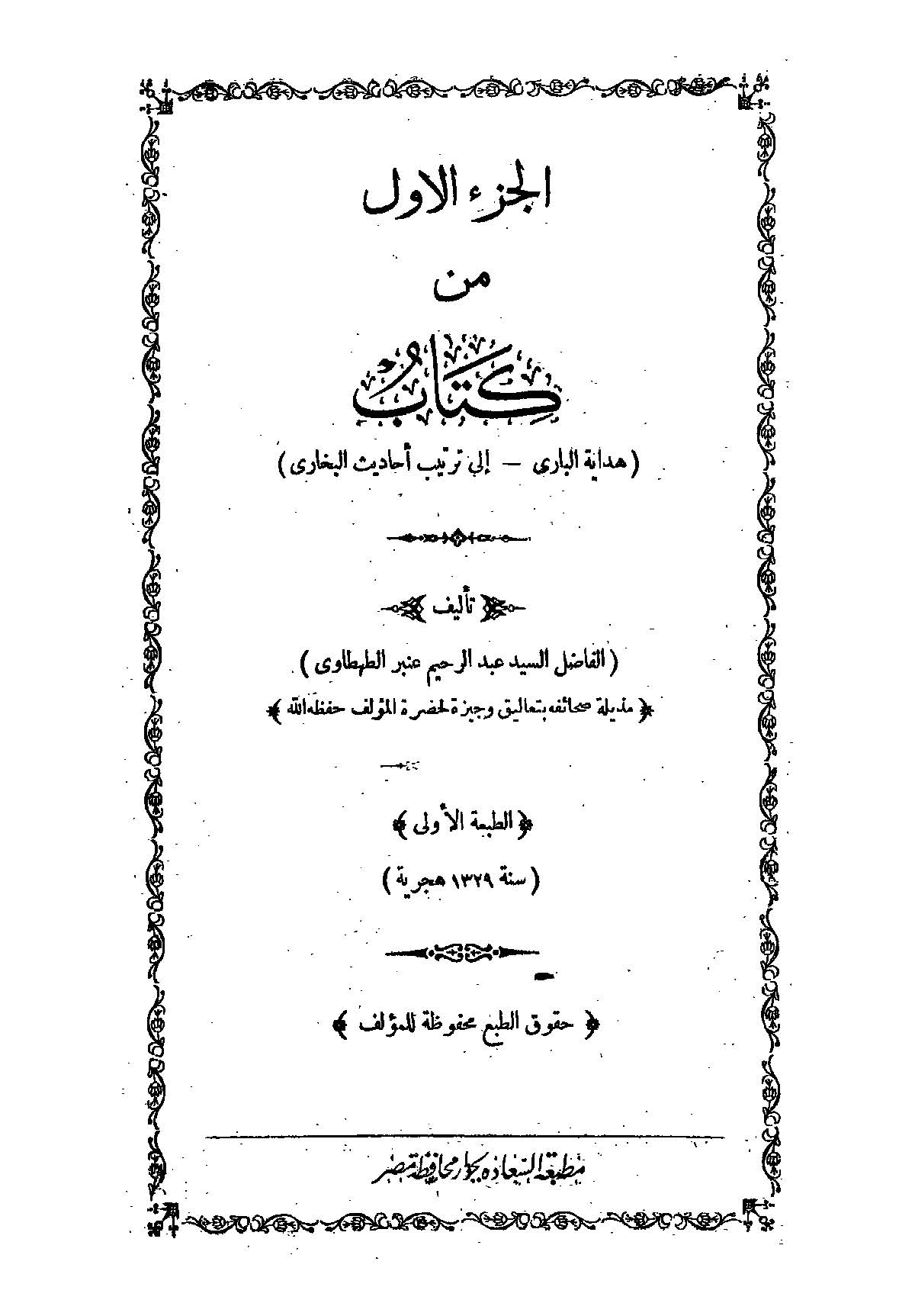
هداية الباري إلى ترتيب أحاديث البخاري

كتاب ألفه عبد الرحيم عنبر الطهطاوي وهو ترتيب لمختصر صحيح البخاري على حروف المعجم، أوله: «بسم الله الرحمن الرحيم، لا إله إلا هو عليه توكلت وإليه أنيب، ومن يتوكل على الله فهو حسبه، إن الله بالغ أمره قد جعل الله لكل شيء قدرًا»، وقد رتب الأحاديث على حروف المعجم ووضع الراوي من الصحابة والكتاب الذي فيه الحديث في الهامش الجانبي للصفحة، يقع الكتاب في جزأين: الأول منهما 278 صفحة غلى حرف القاف، والأخير 252 صفحة، وقد قرّظه جماعة من العلماء هم: سليم البشري شيخ الجامع الأزهر في وقت صدور الكتاب، وثلاثة من مشايخ الأزهر السابقين هم: حسونة النواوي، وعبد الرحمن الشربيني، وعلي الببلاوي، وقاضي الإسكندرية محمد بخيت المطيعي، وهارون عبد الرزاق الزهري المالكي.
طبع الكتاب في مطبعة السعادة بالقاهرة سنة 1329هـ، وعليه حاشية من المؤلف نفسه. ومتوفر على ويكي مصدر بهذا الرابط.

### زوائد الزبيدي
وهو كتاب من تأليف عمر ضياء الدين الداغستاني طبع في الإسكندرية 1336هـ،وهو يتضمن الأحاديث التي تركها الزبيدي في «تجريده» مع كونها غير مكررة وكلها مسندة ومتصلة لا مقطوعة ولا معلقة، استدرك فيها 105 حديثًا، مع إنها على شرطه، ولكن تعقبه عبد الكريم الخضير بأن هذه الزوائد لا ترد على الزبيدي؛ لأن الزبيدي لا يهتم بمثل هذه الفروق اليسيرة التي لا تؤثر في حكم، ولا تخل بمعنى.
وطبع هذا الكتاب طبعة حديثة بحاشية «التجريد الصريح لأحاديث الجامع الصحيح» التي بتحقيق علي بن حسن الحلبي.

### أخرى
- اختصار بعنوان «المختار» لعبد الله بن حجازي الشرقاوي ذكره سزكين.[39]
- في غلاف الطبعة الميمنية ذكروا أن على الكتاب حواشٍ من شرح محمد بن قاسم الغزي، ولكن هذا الشرح لم يطبع، ولم يذكره في ترجمة محمد بن القاسم الغزي في «معجم المؤلفين»[40]، ولا في فهارس المخطوطات.

## طالع أيضًا
- زين الدين الزبيدي
- قائمة بأهم كتب أهل السنة والجماعة
- موسوعة صحيح البخاري
- صحيح البخاري

### معلومات المراجع المطبوعة كاملة
مرتبة ألفبائياً حسب اسم الكتاب
- عبد المحسن بن حمد بن عبد المحسن بن عبد الله بن حمد العباد البدر (1390هـ). الإمام البخاري وكتابه الجامع الصحيح. المدينة المنورة: الجامعة الإسلامية. مؤرشف من الأصل في 2021-11-17.
- زين الدين الزبيدي (1323هـ). التجريد الصريح لأحاديث الجامع الصحيح (PDF). المطبعة الميمنية. مؤرشف من الأصل (PDF) في 2020-11-30.
- زين الدين الزبيدي (1434 هـ). طارق بن عوض الله بن محمد (المحرر). التجريد الصريح لأحاديث الجامع الصحيح. دار ابن الجوزي -  الدمام. {{استشهاد بكتاب}}: تحقق من التاريخ في: |سنة= (مساعدة)
- زين الدين الزبيدي، أحمد بن أحمد بن عبد اللطيف الشرجي. علي حسن عبد الحميد (المحرر). التجريد الصريح لأحاديث الجامع الصحيح. القاهرة: دار ابن عفان.
- زين الدين الزبيدي، أحمد بن أحمد بن عبد اللطيف الشرجي (2009). حسن عبد المنعم شلبي؛ كسرى صالح العلي (المحررون). التجريد الصريح لأحاديث الجامع الصحيح. بيروت: مؤسسة الرسالة ناشرون. مؤرشف من الأصل في 2021-11-17.
- أبو الطيب محمد صديق خان بن حسن بن علي ابن لطف الله الحسيني البخاري القِنَّوجي. يحيى الحجوري (المحرر). الحطة في ذكر الصحاح الستة. صنعاء: دار الآثار.
- ابن حجر العسقلاني. النكت على صحيح البخاري. القاهرة: المكتبة الإسلامية للنشر والتوزيع. مؤرشف من الأصل في 2021-11-17.
- الزركشي، أبو عبد الله بدر الدين محمد بن عبد الله بن بهادر (1998). د. زين العابدين بن محمد بلا فريج (المحرر). النكت على مقدمة ابن الصلاح. أضواء السلف - الرياض. مؤرشف من الأصل في 2021-11-17.
- الذهبي، شمس الدين أبو عبد الله محمد بن أحمد بن عثمان بن قَايْماز (2003). الدكتور بشار عوّاد معروف (المحرر). تاريخ الإسلام وَوَفيات المشاهير وَالأعلام. بيروت: دار الغرب الإسلامي. مؤرشف من الأصل في 2021-11-16.
- فؤاد سزكين. ترجمة د محمود فهمي حجازي (المحرر). تاريخ التراث العربي. جامعة الإمام محمد بن سعود الإسلامية.
- خزانة التراث. مركز الملك فيصل. مؤرشف من الأصل في 2021-11-29.
- محمد صديق خان. عون الباري لحل أدلة البخاري. دار الرشيد- حلب.
- ابن حجر، أحمد بن علي بن حجر أبو الفضل العسقلاني الشافعي. فتح الباري شرح صحيح البخاري. بيروت: دار المعرفة. مؤرشف من الأصل في 2021-11-17.
- فتح المبدي بشرح مختصر الزبيدي. مؤرشف من الأصل في 2018-08-23.
- علي الرضا قره بلوط؛ أحمد طوران قره بلوط. معجم التاريخ «التراث الإسلامي في مكتبات العالم (المخطوطات والمطبوعات)». دار العقبة، قيصري - تركيا.
- عمر رضا كحالة. معجم المؤلفين. مكتبة المثنى - بيروت.
- يوسف بن إليان بن موسى سركيس (1928). معجم المطبوعات العربية والمعربة. القاهرة: مطبعة سركيس. مؤرشف من الأصل في 2021-11-16.
- ابن الصلاح، أبوعمرو عثمان بن عبد الرحمن (2002). ماهر الفحل (المحرر). معرفة أنواع علوم الحديث. بيروت: دار الكتب العلمية. مؤرشف من الأصل في 2021-12-26.
- عبد الرحيم عنبر الطهطاوي. هداية الباري إلى ترتيب أحاديث البخاري (PDF). مطبعة السعادة. مؤرشف من الأصل (PDF) في 2021-01-23.
- ابن حجر، أحمد بن علي بن حجر أبو الفضل العسقلاني الشافعي. هدي الساري مقدمة فتح الباري شرح صحيح البخاري. بيروت: دار المعرفة. مؤرشف من الأصل في 2023-05-24.

## وصلات خارجية
- الكتاب على موقع طريق الإسلام
- الكتاب على موقع المكتبة الشاملة